# Richmond McGee
(en) Statistiques sur pro-football-reference
Richmond McGee (né le 25 avril 1983 à Garland) est un joueur américain de football américain.

## Enfance
McGee étudie à la Garland High School de sa ville natale de Garland. En 1999, il remporte le titre de champion de la 5A Division II du championnat du Texas et reçoit son diplôme en 2001.

## Carrière

### Université
Dès son entrée à l'université du Texas, il devient le placekicker des Longhorns. Avec l'université, il remporte le championnat NCAA. Il commence un moment comme punter mais acquiert de l'expérience au poste de kicker.

### Professionnel
Richmond McGee n'est sélectionné par aucune équipe lors du draft de la NFL de 2006. Il fait deux saisons comme agent libre. Le 16 avril 2008, les Eagles de Philadelphie appelle McGee et signe un contrat de trois ans avec les Eagles. Néanmoins, il ne reste que le temps de la pré-saison et est libéré le 26 août.
Il fait une nouvelle saison sur la liste des agents libres avant de signer le 31 juillet 2009, un contrat d'un an avec les Bears de Chicago. Il est libéré avant le début de la saison mais revient peu avant la fin de la saison régulière, le 28 décembre, pour remplacer Brad Maynard, blessé. Il est libéré le 4 août 2010. Le 26 octobre, il intègre l'équipe d'entraînement des Bears et son contrat expire le 2 novembre 2010. Le 18 février 2011, il revient à Chicago, signant un contrat de deux ans mais il est libéré le 1er août avant le début des matchs de pré-saison.
Le 3 août 2011, McGee signe avec les Browns de Cleveland. Il joue son premier match en NFL lors de l'ouverture de la saison 2011 mais le sort s'acharne car il se blesse gravement lors de ce match et est déclaré inapte pour la saison le 13 septembre. Brad Maynard est appelé à le remplacer. Cleveland le conserve tout au long de la saison malgré sa blessure mais il est libéré dès le terme de celle-ci, le 13 mars 2012.